# Filip Marchwiński
Filip Marchwiński (* 10. Januar 2002 in Posen) ist ein polnischer Fußballspieler, der beim US Lecce unter Vertrag steht. Der Mittelfeldspieler ist seit November 2020 polnischer U21-Nationalspieler.

## Karriere

### Verein
Der in Posen geborene Filip Marchwiński begann im Alter von fünf Jahren beim lokalen UKS Skórzewo mit dem Fußballspielen. Zwei Jahre wechselte er in die Jugendabteilung von Lech Posen, wo er in diversen Nachwuchsauswahlen spielte. In der Saison 2017/18 gewann der 16-jährige Mittelfeldspieler mit der U19-Mannschaft den Meistertitel in der Juniorenliga. Daraufhin wurde er zur folgenden Spielzeit in die Reservemannschaft Lech Posen II befördert. Dort etablierte er sich rasch in der Startformation und Mitte Dezember 2018 wurde erstmals für den Kader der ersten Mannschaft registriert. Vier Tage später debütierte er beim 6:0-Auswärtssieg gegen Zagłębie Sosnowiec in der höchsten polnischen Spielklasse, als er in der 71. Spielminute für Tymoteusz Klupś eingewechselt wurde und eine viertel Stunde bereits zum Endstand traf. Er kam in dieser Saison 2018/19 zu elf Erstligaeinsätzen, in denen er zwei Tore erzielte und einen weiteren Treffer vorbereitete.
In der folgenden Spielzeit 2019/20 war er weiterhin in der Rotation von Cheftrainer Dariusz Żuraw integriert, war aber auch für die Reservemannschaft spielberechtigt und bestritt für diese einige Ligaspiele.
Im Sommer 2024 wechselte Marchwiński zum US Lecce. Er unterschrieb einen Vertrag bis zum 30. Juni 2028.

### Nationalmannschaft
Von November 2017 bis Mai 2018 bestritt Marchwiński sieben Testspiele für die polnische U16-Nationalmannschaft, in denen er sieben Tore erzielte. Anschließend war er bis März 2019 für die U17 im Einsatz, wo er in sieben Spielen drei Mal traf.
Ab September 2019 war er polnischer U19-Nationalspieler.

## Erfolge
Lech Posen U19
- Polnischer-U19-Meister: 2017/18

Lech Posen
- Polnischer Meister: 2021/22